# جيري ستال
جيري ستال (بالإنجليزية: Jerry Stahl)‏ (28 سبتمبر 1953، بيتسبرغ في الولايات المتحدة)؛ كاتب سيناريو وروائي أمريكي. درس في جامعة كولومبيا.

## روابط خارجية
- جيري ستال على موقع IMDb (الإنجليزية)
- جيري ستال على موقع ألو سيني (الفرنسية)
- جيري ستال على موقع أول موفي (الإنجليزية)
- جيري ستال على موقع قاعدة بيانات الأفلام السويدية (السويدية)
- جيري ستال على موقع إن إن دي بي (الإنجليزية)
- جيري ستال على موقع قاعدة بيانات الفيلم (الإنجليزية)
- جيري ستال على موقع كينوبويسك (الروسية)